# رشاد (مدينة)

مدينة رشاد هي مدينة سودانية تقع في ولاية جنوب كردفان في جنوب غرب السودان، وتُعد من أكثر المناطق السودانية جذباً للسُياح لما تتمتع به من مناظر خلابة وشلالات متدفقة من أعلى جبالها  .
ويمكن الوصول لمدينة رشاد عن طريق مدينة ام روابة الواقعة على بعد 134 كم من رشاد أو مدينة الرهد الواقعة على بعد 90 كم منها 